# تيم ريشيرت
تيم ريشيرت (بالألمانية: Tim Reichert)‏ هو لاعب كرة قدم ألماني في مركز الوسط، ولد في 9 أكتوبر 1979 في إسن في ألمانيا. لعب مع روت فايس أوبرهاوزن.

## وصلات خارجية
- الموقع الرسمي
- تيم ريشيرت على موقع قاعدة بيانات كرة القدم.إي يو (الإنجليزية)
- تيم ريشيرت على موقع بيانات كرة القدم. دي إي (الألمانية)
- تيم ريشيرت على موقع عالم كرة القدم.نت (الإنجليزية)